# فرد ماكين
فرد ماكين (بالإنجليزية: Fred McCain)‏ هو سياسي كندي، ولد في 11 نوفمبر 1917 في نيو برونزويك في كندا، وتوفي في 12 أكتوبر 1997. نشط حزبياً في الحزب الكندي التقدمي المحافظ. وقد انتخب عضو الجمعية التشريعية لنيو برونزويك ‏ وانتخب عضو مجلس العموم الكندي.